# فاندا مقنزعة
فاندا مقنزعة (الاسم العلمي:Vanda cristata) هي نوع من النباتات تتبع جنس الفاندا من الفصيلة السحلبية.

## معرض صور

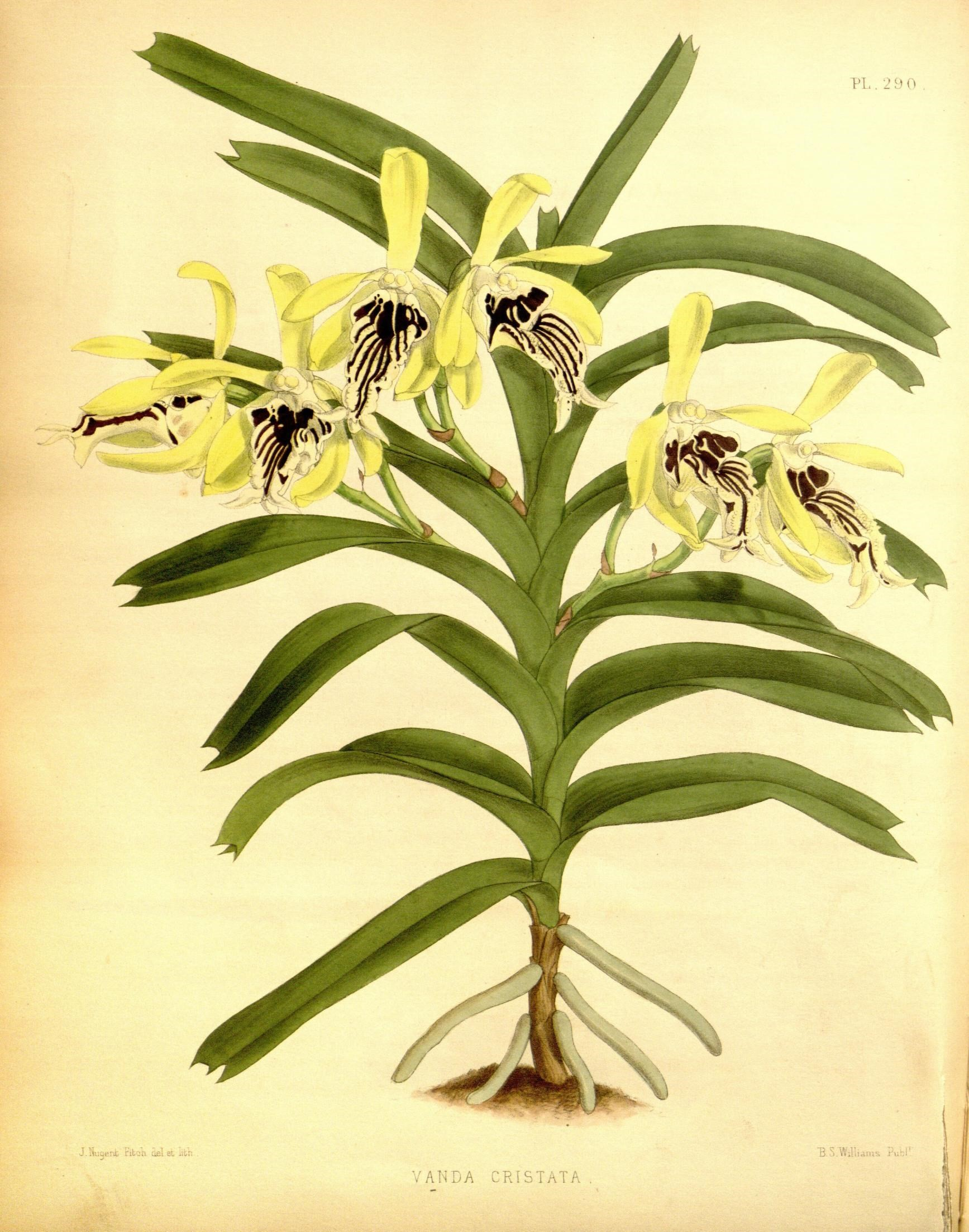
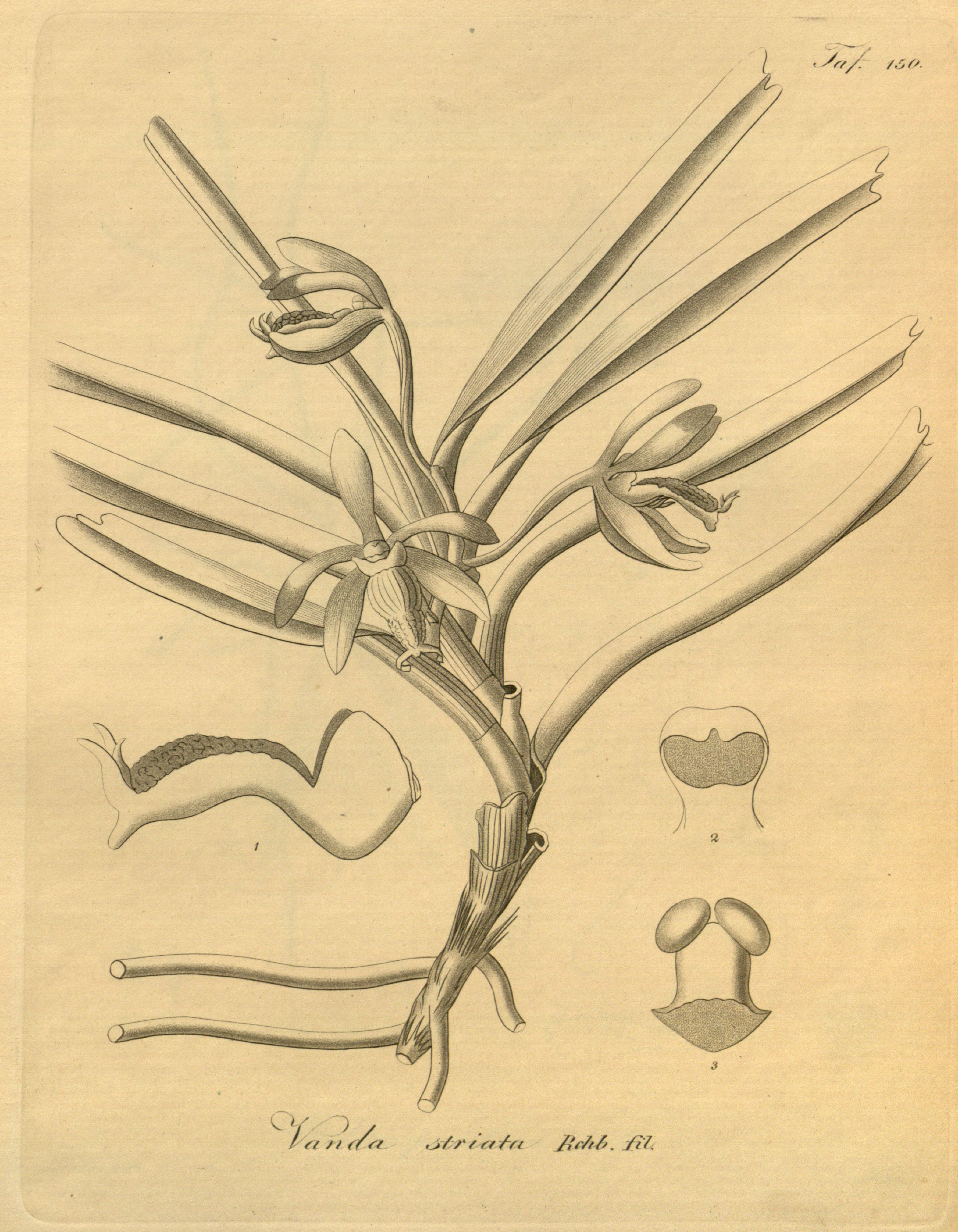
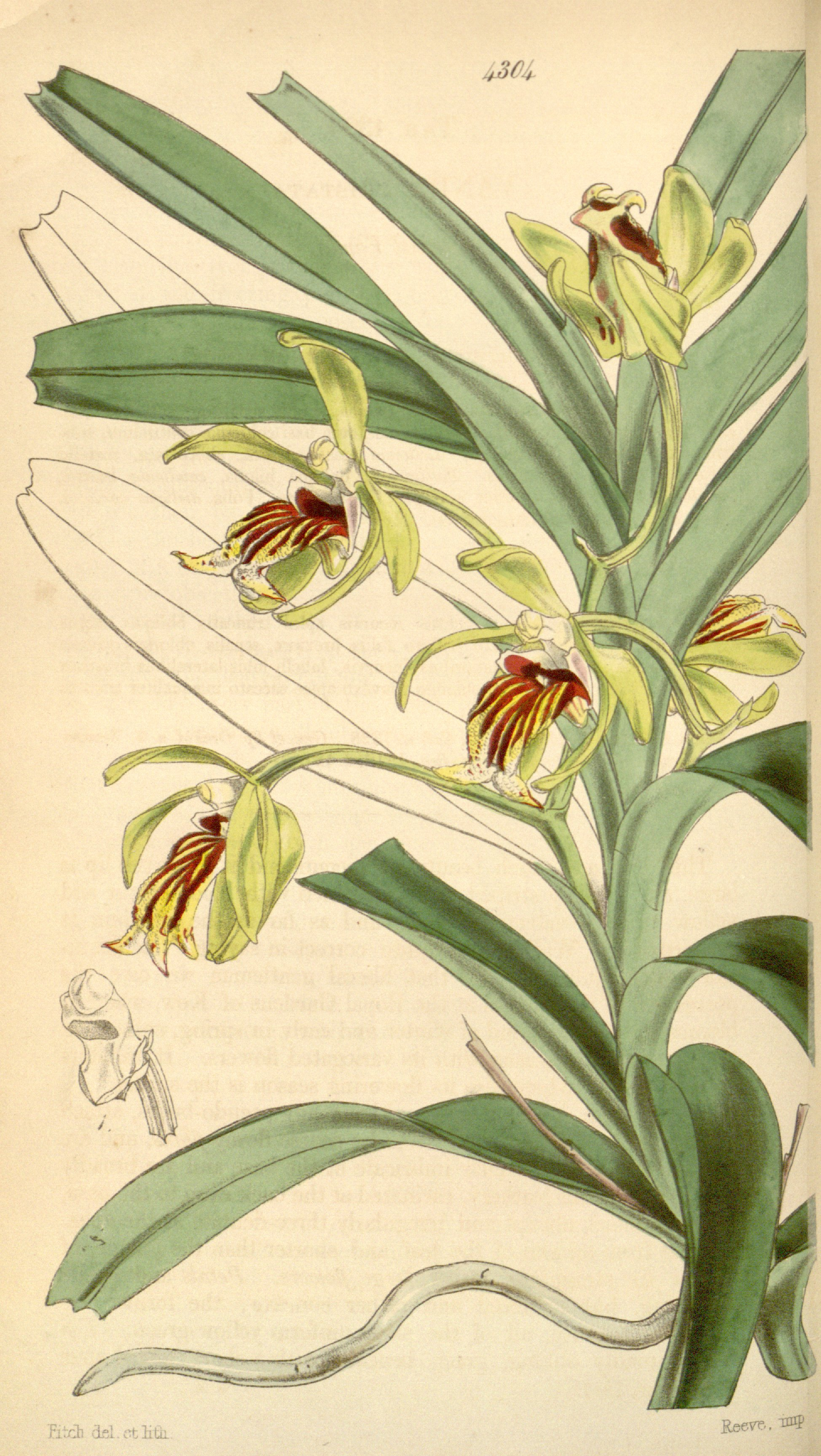